# 303-я стрелковая дивизия (2-го формирования)
303-я стрелковая дивизия — воинское соединение Вооружённых Сил СССР в Великой Отечественной войне. 
Полное действительное наименование, по окончании Великой Отечественной войны — 303-я стрелковая Верхнеднепровская Краснознаменная дивизия.

## История
303 стрелковая дивизия формировалась с 9 декабря 1941 года в по 17 апреля 1942 года в Кемеровской области, на основании постановления Государственного Комитета Обороны.
Изначальная нумерация - 448 стрелковая дивизия.
Штаб дивизии, 845-й стрелковый полк (сп), части усиления формировались в г. Кемерово; 847-й сп – в г. Гурьевск; 849-й сп – в г. Топки; 844-й артиллерийский полк (ап) - в г. Ленинск-Кузнецкий личным составом за счет призывников, рабочих кузбасских шахт, 1922-1923-го  годов рождения.
Командный состав поступал из военных училищ и возвращающихся из госпиталей командиров, получивших ранения в первые месяцы войны.
Формирование происходило под командованием полковника Л.И. Остроухова, военного комиссара – старшего батальонного комиссара Ф.К. Федорова, начальника штаба дивизии К.С. Федоровского.
В середине июля 1942 года из-за осложнения положения советских войск  на фронте (немецкие войска прорвались к Сталинграду и Воронежу) 303-я дивизия  была переброшена железнодорожным транспортом у на станцию Липецк, ближе к фронту, войдя в состав   60-й армии.
После 120-километрового марша, дивизия 19 июля 1942 года прибыла в район г. Воронежа. Получив задачу овладеть станцией Воронеж-II и выйти на юго-западную окраину города дивизия с ходу вступила в бой, атаковав противника (57 и 75 пехотные дивизии), закрепившегося на территории ипподрома и детской инфекционной больницы.В первый же день боев погиб командир дивизии Лев Иванович Остроухов.. После гибели командира дивизией командование принял Константин Федоровский. До осени 1942 года дивизия сражалась на Задонском шоссе, летном поле аэродрома, у рощи Сердца и ипподрома, детской больницы и Коминтерновского кладбища. Немецкие части  не смогли преодолеть район обороны занимаемый дивизией , в ряде участков вынуждены были отступить. 28 сентября по распоряжению Ставки Воронежский фронт прекратил попытки продолжать наступление и перешел к  обороне, в которой оставался вплоть до  второй половины января 1943 г.  В этот период части дивизии укрепляли занимаемые рубежи. Одновременно совершенствовалась противовоздушная и  противотанковая оборона. В полках создавались ротные противотанковые опорные пункты и противотанковые районы. В январе 1943 г. из района Кочетовки дивизия перешла в наступление. Прорвав оборону противника, успешно продвинулась с боями вперед, прошла более 400 километров. После освобождения Воронежа дивизия приняла участие в освобождении  Обояни и Суджи.
В 1943 году  дивизия была переброшена в Харьковскую область, заняв оборону в районе города Люботин. Ночью  7 марта 1943 года полки дивизии заняли оборону на подступах к Харькову с запада, в районе города Старый Люботин. 8 марта у Старого Люботина немцы начали наступление большими силами танковых, мотомеханизированных и артиллерийских частей. Занимаемые рубежи возле Харькова дивизий удерживала около пяти суток. Однако немецкие войска прорвали оборону севернее Харькова и отрезали путь отхода дивизии. Прорвав кольцо окружения дивизия заняла оборону по восточному берегу Северного Донца в районе Печенеги и Салтова. За проявленные в боях за Харьков мужество и стойкость личному составу соединения Верховный Главнокомандующий объявил благодарность.
С марта по август 1943 года дивизия вела оборонительные бои на Северном Донце в районе Старого Салтова, пополнилась личным составом, вооружением и боеприпасами. 9 августа 1943 года,форсировав Северный Донец, дивизия перешла в наступление втянувшись в  бои юго-западнее Харькова.
В ночь на 27 сентября 1943 года части дивизии предприняли переправу на занятом немцами берегу Днепра. Атаковав немецкие части,  к рассвету овладели северо-восточной окраиной села Червоное. До вечера 28 сентября воинами дивизии отражались контратаки немцев на плацдарм, а 6 октября  полки  дивизии по приказу командования армии сдали свои позиции переправившимся частям 36-й гвардейской дивизии и вернулись на восточный берег реки.
В октябре 1943 года 303-я дивизия в составе 57-й армии участвовала в освобождении города Верхнеднепровск. За отвагу и мужество, проявленные в этом сражении, дивизия получила почетное наименование «Верхнеднепровской», командир дивизии генерал-майор Федоровский был награжден орденом Красного Знамени. После окончания днепровской битвы дивизия была отправлена на станцию Верховцево на отдых. Но в связи с осложнившейся обстановкой в районе города Кривой Рог по тревоге была направлена в район села Петрово Кировоградской области. С 5 по 8 января 1944 года части дивизии совместно с частями 29-го танкового корпуса принимали участие в освобождении г .Кировогорад. 8 января 1944 года город Кировоград был освобожден. Освободив Кировоград дивизия, заняв  оборону, отбивала многочисленные атаки немцев на своих рубежах до февраля 1944 года.
В начале февраля 1944 года в составе войск 2-го Украинского фронта дивизия перебрасывается на уничтожение окруженной в ходе Корсунь-Шевченковской операции группировки немцев. После семидневного марша, 9 февраля 1944 года соединение вышло на исходный рубеж и с ходу вступило в бой.
После форсирования реки Днестр началось освобождение Молдавии. 26 марта был занят город Бельцы.  25 августа 1944 года возле села Онештивель соединились с частями 3-го Украинского фронта, в результате было закончено окружение фашистской группировки "Юг". В течение 25-26 августа полки дивизии с другими соединениями 2 и 3-го Украинских фронтов удерживали кольцо окружения отбивая контратаки противника, стремящегося вырваться из  окружения и переправиться через реку Прут в Румынию.  В результате этих боев были окружены и уничтожены 22 немецкие дивизии и капитулировала Румынская армия. На территории Румынии части дивизии продвинулись вперед на 300 километров, освободив города Фокшаны, Рымникул, Серат, Васлуй,  Плоешти, Потешти .
19 октября форсированным маршем полки выступили в район города Мезетур на уничтожение прорвавшейся группировки немецких войск. 22 октября  взяв город Мезетур дивизия  преследовала немецкие части в направлении ст. Хоркань. 19 ноября 1944 года овладели г  Ясберень. а 25 ноября г Хатван.
5 декабря 1944 года дивизия содействовала в продвижения танковых частей в северо-восточном направлении на Будапешт. К десятому декабря  303-я первой в составе Седьмой гвардейской армии вышла на венгеро-чехословацкую границу - реку Ипель.
с 23 марта по 2 апреля 1945 года дивизия перешла в наступление севернее города Железовцы. Освободив населенные пункты Железовцы, Новые Замки, Сенец, форсировав реки Грон, Ваг, Червона Вода,Нитра подошла к городу Братислава. После двухдневных боев г. Братислава был занят советскими войсками.
Форсировав реку Морава (государственную границу Чехословакии и Австрии) 6 апреля дивизия начала освобождение района Австрии - Цистерсдорф, ведя тяжелые бои с большими потерями.
11 мая 1945 года дивизия закончила бои с остатками группировки Шернера  в районе городов Милина и Табор, в 75 километрах южнее Праги.
Многие воины дивизии награждены орденами и медалями, шестерым присвоено звание Героя Советского Союза.

## Подчинение
| Дата            | Фронт (округ)            | Армия                     | Корпус                           | Примечания |
| --------------- | ------------------------ | ------------------------- | -------------------------------- | ---------- |
| 01.01.1942 года | Сибирский военный округ  | на формировании           | —                                | —          |
| 01.02.1942 года | Сибирский военный округ  | на формировании           | —                                | —          |
| 01.03.1942 года | Сибирский военный округ  | на формировании           | —                                | —          |
| 01.04.1942 года | Сибирский военный округ  | на формировании           | —                                | —          |
| 01.05.1942 года | Московский военный округ |                           | —                                | —          |
| 01.06.1942 года | Резерв Ставки ВГК        | 2-я резервная армия       | —                                | —          |
| 01.07.1942 года | Резерв Ставки ВГК        | 2-я резервная армия       | —                                | —          |
| 01.07.1942 года | Воронежский фронт        | 60-я армия                | —                                | —          |
| 01.08.1942 года | Воронежский фронт        | 60-я армия                | —                                | —          |
| 01.09.1942 года | Воронежский фронт        | 60-я армия                | —                                | —          |
| 01.10.1942 года | Воронежский фронт        | 60-я армия                | —                                | —          |
| 01.11.1942 года | Воронежский фронт        | 60-я армия                | —                                | —          |
| 01.12.1942 года | Воронежский фронт        | 60-я армия                | —                                | —          |
| 01.01.1943 года | Воронежский фронт        | 60-я армия                | —                                | —          |
| 01.02.1943 года | Воронежский фронт        | 40-я армия                | —                                | —          |
| 01.03.1943 года | Воронежский фронт        |                           | —                                | —          |
| 01.04.1943 года | Юго-Западный фронт       | 3-я танковая армия (СССР) | —                                | —          |
| 01.05.1943 года | Юго-Западный фронт       | 57-я армия                | —                                | —          |
| 01.06.1943 года | Юго-Западный фронт       | 57-я армия                | —                                | —          |
| 01.07.1943 года | Юго-Западный фронт       | 57-я армия                | —                                | —          |
| 01.08.1943 года | Юго-Западный фронт       | 57-я армия                | 68-й стрелковый корпус           | —          |
| 01.09.1943 года | Степной фронт            | 57-я армия                | 68-й стрелковый корпус           | —          |
| 01.10.1943 года | Степной фронт            | 57-я армия                | 68-й стрелковый корпус           | —          |
| 01.11.1943 года | 2-й Украинский фронт     | 7-я гвардейская армия     |                                  | —          |
| 01.12.1943 года | 2-й Украинский фронт     | 7-я гвардейская армия     | 49-й стрелковый корпус           | —          |
| 01.01.1944 года | 2-й Украинский фронт     | 7-я гвардейская армия     |                                  | —          |
| 01.02.1944 года | 2-й Украинский фронт     | 7-я гвардейская армия     | 33-й стрелковый корпус           | —          |
| 01.03.1944 года | 2-й Украинский фронт     | 52-я армия                | 73-й стрелковый корпус           | —          |
| 01.04.1944 года | 2-й Украинский фронт     | 52-я армия                | 78-й стрелковый корпус           | —          |
| 01.05.1944 года | 2-й Украинский фронт     | 52-я армия                | 48-й стрелковый корпус           | —          |
| 01.06.1944 года | 2-й Украинский фронт     | 52-я армия                | 78-й стрелковый корпус           | —          |
| 01.07.1944 года | 2-й Украинский фронт     | 4-я гвардейская армия     | 78-й стрелковый корпус           | —          |
| 01.08.1944 года | 2-й Украинский фронт     | 4-я гвардейская армия     | 78-й стрелковый корпус           | —          |
| 01.09.1944 года | 2-й Украинский фронт     |                           |                                  | —          |
| 01.10.1944 года | 2-й Украинский фронт     |                           |                                  | —          |
| 01.11.1944 года | 2-й Украинский фронт     | 7-я гвардейская армия     | 27 гвардейский стрелковый корпус | —          |
| 01.12.1944 года | 2-й Украинский фронт     | 38-я армия                | 27 гвардейский стрелковый корпус | —          |
| 01.01.1945 года | 2-й Украинский фронт     | 7-я гвардейская армия     | 27 гвардейский стрелковый корпус | —          |
| 01.02.1945 года | 2-й Украинский фронт     | 7-я гвардейская армия     | 27 гвардейский стрелковый корпус | —          |
| 01.03.1945 года | 2-й Украинский фронт     | 7-я гвардейская армия     | 27 гвардейский стрелковый корпус | —          |
| 01.04.1945 года | 2-й Украинский фронт     | 7-я гвардейская армия     | 24 гвардейский стрелковый корпус | —          |
| 01.05.1945 года | 2-й Украинский фронт     | 7-я гвардейская армия     | 25 гвардейский стрелковый корпус | —          |

## Состав
- Управление
- 845-й стрелковый полк
- 847-й стрелковый полк
- 849-й стрелковый полк
- 844-й артиллерийский полк
- 346-й отдельный истребительный противотанковый дивизион
- 365-я отдельная разведывательная рота
- 561-й отдельный сапёрный батальон
- 701-й отдельный батальон связи
- 309-й медико-санитарный батальон
- 374-я отдельная рота химической защиты
- 736-я автотранспортная рота
- 435-я полевая хлебопекарня
- 900-й дивизионный ветеринарный лазарет
- 1695-я полевая почтовая станция
- 1852-я полевая касса Государственного банка

## Командование дивизии
- Остроухов, Лев Иванович (01.01.1942 - 20.07.1942), полковник [3]
- Фёдоровский, Константин Степанович (21.07.1942 - 26.02.1943), полковник
- Ладыгин, Иван Иванович (27.02.1943 - 13.03.1943), генерал-майор
- Фёдоровский, Константин Степанович (14.03.1943 - 23.12.1944), полковник,с 17.01.1944 генерал-майор.
- Панов, Иван Дмитриевич (24.12.1944 - 11.05.1945), полковник

## Награды и наименования
| Награда (наименование)                    | Дата       | За что награждена |
| ----------------------------------------- | ---------- | --- |
| Почётное наименование «Верхнеднепровская» | 23.10.1943 | Присвоено приказом Верховного Главнокомандующего от 23 октября 1943 года № 35 В ознаменование одержанной победы и отличие в боях при освобождении города Верхнеднепровск.                                                                                 |
| Орден Красного Знамени                    | 08.01.1944 | Награждена указом Президиума Верховного Совета СССР от 8 января 1944 года и Приказом Верховного Главнокомандующего 8 января 1944 года № 57 В ознаменование одержанной победы соединениям и частям, отличившимся в боях за освобождение города Кировоград. |

Награды частей дивизии:
- 845-й стрелковый Ясский ордена Суворова III степени полк
- 847-й стрелковый Кишиневский полк
- 849-й стрелковый ордена Кутузова 3 степени полк
- 844-й артиллерийский Кишиневский ордена Кутузова 3 степени полк

## Отличившиеся воины дивизии
| Награда | Ф. И. О.                                 | Должность                                                | Звание                      | Дата награждения                 | Примечания                 |   |
| ------- | ---------------------------------------- | -------------------------------------------------------- | --------------------------- | -------------------------------- | -------------------------- | - |
|         | Абдулов, Иван Филиппович                 | снайпер                                                  | ефрейтор                    | 26.10.1943 (посмертно)           | погиб 11 марта 1943 года   | — |
|         | Джунусов, Мажит                          | страшина роты автоматчиков                               | старшина                    | 20.12.1943                       | погиб 9 апреля 1945 года   | — |
|         | Корниенко, Прокофий Прокофьевич          | разведчик взвода разведки 847-го стрелкового полка       | старшина                    | 20.12.1943                       |                            | — |
|         | Спирин, Пётр Петрович                    | командиром батальона 849-го стрелкового полка            | капитан                     | 20.12.1943                       |                            | — |
|         | Туснолобова-Марченко, Зинаида Михайловна | санитарка 849-го стрелкового полка                       | старшина медицинской службы | 06.12.1957                       |                            |   |
|         | Посохов, Григорий Степанович             | командир отделения пулемётной роты                       | Старший сержант             | 20.12.1943                       | погиб 4 сентября 1943 года |   |
|         | Карнаков, Михаил Севастьянович           | Наводчик орудия 6-й батареи 844-го артиллерийского полка | Рядовой                     | 07.08.1943                       | погиб 12 марта 1943 года   |   |
|         | Разин, Сергей Степанович                 | командир артиллерийского орудия                          | Лейтенант                   | 07.08.1943                       |                            |   |
|         | Иванов, Александр Степанович             | командир отделения 63 отдельной разведывательной роты    | сержант                     | 18.09.1944 24.01.1945 15.05.1946 |                            |   |
|         | Иванов, Мстислав Борисович               | помощник командира взвода                                | сержант                     | 20.04.1944 27.01.1945 15.05.1946 |                            |   |

## Память
- Одна из улиц в г. Воронеж носит имя 303 дивизии[6]
- В краеведческом музее города Обоянь есть стенды, посвященные боевому пути 303-й стрелковой дивизии, сражавшейся за город в 1943 году.
- В городе Кемерово на здании по адресу: ул.Кирова 45, установлен мемориальный знак в ознаменование  формирования в в нем  303-й и 376-й сибирских стрелковых дивизий и 45-го стрелкового полка.
- В школе № 54 им. К.С Федоровского в 1985 году открыт музей боевого пути 303 стрелковой дивизии.[7]